# روان‌پویه‌شناسی

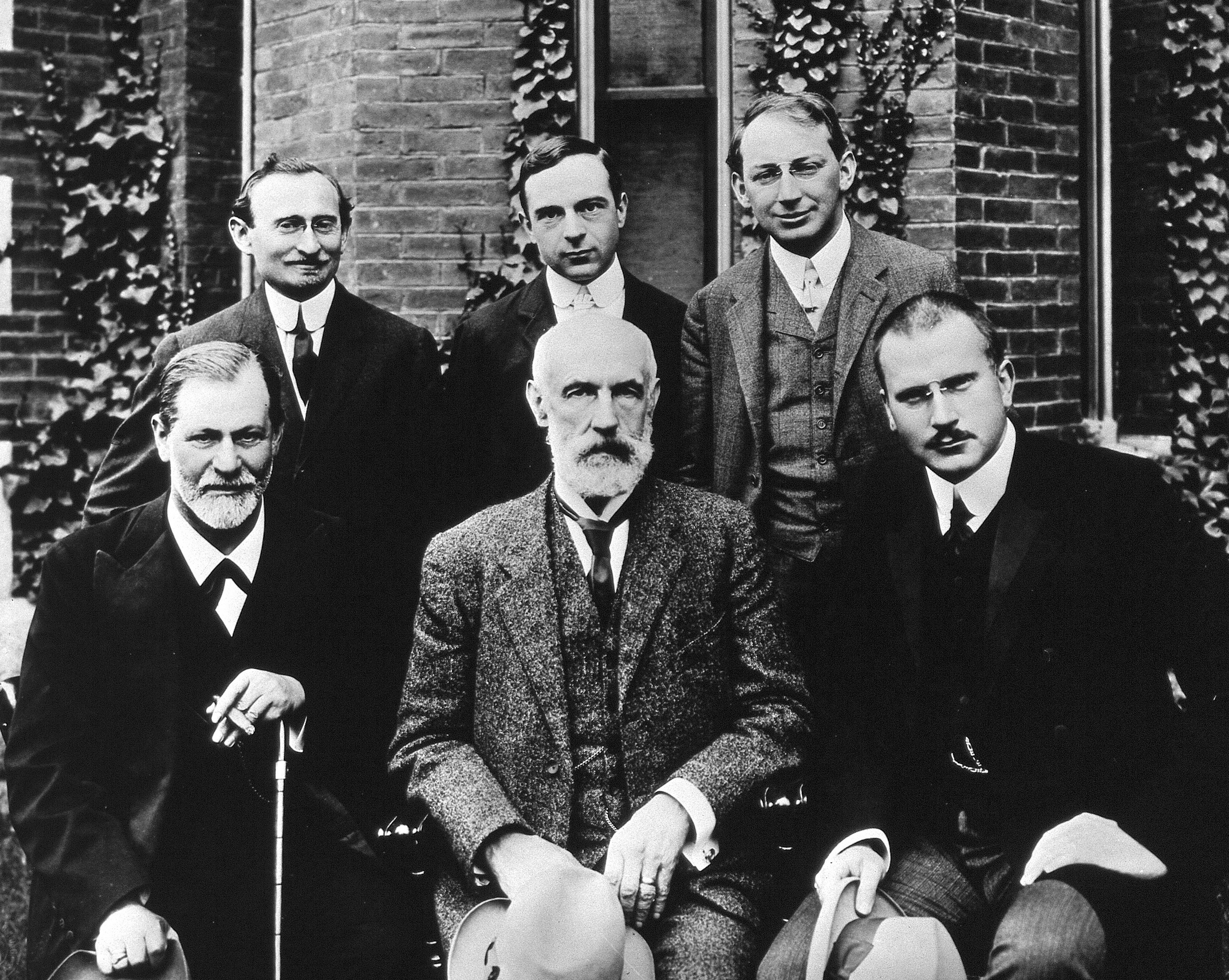
سفر زیگموند فروید به ایالات متحده به سال ۱۹۰۹ نقش مهمی در گسترش نفوذ وی در آمریکای شمالی ایفا کرد. در این عکس، او را در دانشگاه کلارک با بعضی از پیشگامان روانکاوی و روان‌شناسی می‌بینیم. در ردیف جلو از چپ به راست: زیگموند فروید، گرانویل استانلی هال، کارل یونگ؛ ردیف پشت: آبراهام ای. بریل، ارنست جونز، سندور فرنزی: دانشگاه کلارک در ووستِر ایالت ماساچوست آمریکا. هال در آن زمان رئیس انجمن روان‌شناسی آمریکا و رئیس دانشگاه کلارک بود. در زمان بازدید از دانشگاه کلارک، یونگ پیرو اصلی فروید بود. اندکی پس از این ملاقات، یونگ از فروید جدا شد و نظریه روان‌پویشی خود را بنیان نهاد اما بریل، جونز و فرنزی از طرفداران وفادار فروید باقی ماندند.

روان‌پویه یا روان‌پویه‌شناسی (به انگلیسی: Psychodynamics) بر این اندیشه استوار است که افکار و هیجان‌ها علل مهم رفتار هستند. رویکرد روان‌پویشی به رفتار به درجات مختلف بر این فرض استوارند که رفتار قابل‌مشاهده (پاسخ‌های آشکار) تابعی از فرایندهای روانی داخلی (رویدادهای پنهان) است. رویدادهای درونی و منابع تحریک محیطی که از سوی نظریه‌پردازان روان‌پویشی مطرح شده با هم متفاوتند، اما همه آنها در این باره توافق دارند که شخصیت را ترکیبی از وقایع داخلی و خارجی شکل می‌دهد که از نظر آنها وقایع درونی در این زمینه نقش عمده‌تری دارند.
زیگموند فروید بنیان‌گذار این دیدگاه معتقد بود که روزی فرا خواهد رسید که بتوان تمام رفتارها را برحسب تغییرات بدنی تبیین کرد، اما از آنجایی که در دوران وی دربارهٔ روابط بین بدن و شخصیت آگاهی اندکی وجود داشت وی چندان بر عوامل زیست‌شناختی تأکید نکرد. فروید تحت تأثیر چارلز داروین در مورد اهمیت هیجان‌ها قرار داشت و توجه خود را به تأثیر هیجان‌ها بر افکار معطوف کرد. او معتقد بود که برای درک و فهم رفتار لازم است افکار پیشایند و مرتبط با آن تجزیه و تحلیل شود و برای درک آن افکار باید عمیق‌ترین هیجان‌ها و احساسات شخص مورد بررسی و کنکاش قرار گیرند.